# Roger Chaminade
Pour les articles homonymes, voir Chaminade.
Roger Chaminade est l'auteur au début du XXe siècle d'ouvrages sur le vin.

## Biographie
Il a été secrétaire général de rédaction au Moniteur vinicole alors que Raymond Brunet en était le rédacteur en chef.

## Publications
- Les vins de liqueur, par Raymond Brunet, ingénieur agronome, professeur à l'École supérieure de commerce de Paris, rédacteur en chef du Moniteur vinicole, et Roger Chaminade, ingénieur agronome, secrétaire de la rédaction du Moniteur vinicole. Ouvrage couronné par la Société des agriculteurs de France. Prix agronomique de 1926[1].
- La production et le commerce des eaux-de-vie de vin, Baillière, Encyclopédie viticole, 1930. Ouvrage sur la distillation : Charentes, Armagnac, marcs du Midi et de Bourgogne, Folle blanche, Colombard, Blanc-Ramé - Vins de distillation, alambics, conservation et traitements, régime fiscal[2].
- La production et le commerce des raisins de table, Baillière, Encyclopédie viticole, 1933[2]. Principaux chapitres :

1. Géographie viticole : La culture du raisin de table en France - La culture du raisin de table dans la région méditerranéenne - Dans le bassin de la Garonne - Dans la vallée du Rhône - Dans la région parisienne - En Algérie - Les cultures de raisin de table en serres -
2. Les cépages à raisins de table : Classification des cépages - Cépages précoces - Cépages de maturité moyenne - Cépages tardifs -
3. La culture des raisins : Façons culturales - Les engrais dans la culture des raisins de table - Maladies et insectes - La conservation des raisins de table après maturité -
4. Le commerce des raisins de table : Écoulement de la production française - Transport - Consommation

- Composition et analyse des vins, Paris, Bureaux du Moniteur vinicole[2].